# Dendroleon pupillaris
Dendroleon pupillaris är en insektsart som först beskrevs av Carl Eduard Adolph Gerstäcker 1894. 
Dendroleon pupillaris ingår i släktet Dendroleon och familjen myrlejonsländor. Inga underarter finns listade i Catalogue of Life.